# عصفور الملك الكوشي
عصفور الملك الكوشي (الاسم العلمي: Tyrannus couchii) (بالإنجليزية: Couch's Kingbird)‏ هو نوع من الطيور يتبع جنس عصفور الملك من فصيلة عصافير الملك.